# Walter Chrysler
Walter Percy Chrysler, né le 2 avril 1875 à Wamego et mort le 18 août 1940 à Kings Point, est un industriel américain, pionnier de l'automobile, fondateur du constructeur et groupe automobile Chrysler. Au cours de sa carrière il fut tour à tour machiniste, mécanicien de chemin de fer et gestionnaire puis cadre de l'industrie automobile.
En 1928, il est la personnalité de l’année selon Time Magazine.

## Biographie
Né d'un père allemand et d'une mère néerlandaise et passionné par la mécanique et les transports, Walter Percy Chrysler commence sa carrière dans les chemins de fer, où il se forge une belle réputation en « soignant » et en améliorant les énormes machines de l'Union Pacific. Découvrant l'automobile au Salon de New York, en 1908, il se prend d'une nouvelle passion. Il investit toutes ses économies dans l'achat d'une voiture et cherche un emploi dans ce nouveau secteur. Il crée sa première voiture la même année.
En 1911, Walter Chrysler accepte un poste chez Buick, pour la moitié de son salaire précédent, et gravit peu à peu les échelons. 
En 1921, après un passage chez Willys-Overland, il reprend la firme Maxwell Motor, qui est au bord de la faillite. Il lance son premier modèle, la Chrysler Six, en 1924, puis absorbe totalement la vieille firme et fonde finalement la Chrysler Corporation, le 6 juin 1925. Le développement de cette nouvelle société sera d'une rapidité considérable.
Fidèle à sa passion de la mécanique, Walter Chrysler n'aura de cesse d'innover en proposant des solutions originales : freins à commande hydraulique sur les quatre roues, moteur flottant, suspensions à roues indépendantes, lignes aérodynamiques, etc. Une politique qui, conjuguée à des tarifs attrayants, fera rapidement de Chrysler le troisième « grand » de Détroit. Walter Chrysler décède prématurément en 1940.
De 1928 à 1930, Walter P. Chrysler fait construire à New York un immeuble à la gloire de sa marque automobile : le Chrysler Building.
En 1928, il est nommé « personnalité de l'année » par le Time Magazine, succédant à Charles Lindbergh.